# Smíšený politicko-soudní okres Blovice
Smíšený politicko-soudní okres Blovice je označení pro okres, který se rozkládal na území Blovicka v letech 1855–1868.
Při reorganizaci zemské státní správy v roce 1855 došlo ke zřízení smíšeného politicko-soudního okresu Okresního úřadu v Blovicích. Berní a okresní soudní úřad byl umístěn v č.p. 99 na dnešním Masarykově náměstí. V roce 1862 bylo založeno okresní zastupitelstvo (o 24 členech).
Okresní úřad v Blovicích byl zrušen v roce 1868, avšak okresní zastupitelstvo (a tím i celá okresní samospráva) až 1. prosince 1928. Tři roky před zrušením žádalo město Blovice Ministerstvo vnitra o zřízení okresu Blovice, avšak této výzvě nebylo vyslyšeno. Tento politický okres se včlenil do okresu Plzeň-venkov, v Blovicích nicméně zůstalo sídlo soudního okresu.
To, že okres byl i po zrušení dále uznáván, ukazuje rok 1872, kdy učitelstvo založilo spolek "Učitelská jednota okresu Blovice", nebo rok 1910, kdy došlo ke zřízení "Okresního vzdělávacího sboru Osvětového svazu pro zastupitelský okres blovický".

## Složení vedení okresu Blovice
| Jméno          | Roky funkce |
| -------------- | ----------- |
| Karel Potůček  | 1865–1875   |
| ?              | 1871–1874   |
| Josef V. Tangl | 1879–1888   |
| Josef Hodek    | 1888–???    |
| Josef Karlík   | 1909–1914   |

| Jméno                              | Funkce                                                                 |
| ---------------------------------- | ---------------------------------------------------------------------- |
| Karel Potůček                      | okresní starosta (zvolen 7. 9. 1865), člen okr. zastupitelstva         |
| František Jaroslav Vacek-Kamenický | člen okr. výboru, člen okr. zastupitelstva                             |
| Dr. Čeněk Novák                    | člen okr. výboru, člen okr. zastupitelstva, purkmistr města Blovic     |
| hrabě Hanuš Kolovrat               | člen okr. zastupitelstva, člen okr. výboru za skupinu velkostatkářů    |
| Josef Karlík                       | člen okr. zastupitelstva, člen okr. výboru za skupinu většího průmyslu |

| Okresní starosta:                 | PJV Tangl, farář z Chválenic      | PJV Tangl, farář z Chválenic      | Okresní soudce:                   | Jan Gross                         | Jan Gross                         |
| Členové okresního zastupitelstva: | Členové okresního zastupitelstva: | Členové okresního zastupitelstva: | Členové okresního zastupitelstva: | Členové okresního zastupitelstva: | Členové okresního zastupitelstva: |
| Bečvář Jan                        | starosta                          | Hradiště                          | Homan Karel                       | radní                             | Blovice                           |
| Brejcha Josef                     | purkmistr                         | Rokycany                          | Karlík Josef F.                   | purkmistr                         | Blovice                           |
| Ebenstreit Václav                 | notář                             | Blovice                           | Krňoul Václav                     | starosta                          | Nezvěstice                        |
| Houdek Vavřinec                   | starosta                          | Kotousov                          | Liška František                   | rolník                            | Mýtov                             |
| Houška Václav                     | rolník                            | Hořehledy                         | Novák Matěj                       | starosta                          | Netonice                          |
| Hrubý Vojtěch                     | rolník                            | Střížovice                        | Žák Jan                           | ředitel velkostatku               | Hradiště                          |
| Krňoul Jan                        | starosta                          | Louňavá                           |                                   |                                   |                                   |
| Kyovský August                    | ředitel velkostatku               | Spálené Poříčí                    |                                   |                                   |                                   |
| Lukas Vojtěch                     | vrchní správce                    | Chocenice                         |                                   |                                   |                                   |
| Mastný Václav                     | měšťan                            | Spálené Poříčí                    |                                   |                                   |                                   |
| Matas Matěj                       | rolník                            | Čížkov                            |                                   |                                   |                                   |
| Němec Fratntišek                  | rolník                            | Žákavá                            |                                   |                                   |                                   |
| Nolč František                    | rolník                            | Šťáhlavy                          |                                   |                                   |                                   |
| Pavlík Ferdinand                  | správce                           | Seč                               |                                   |                                   |                                   |
| Rous Jan                          | rolník                            | Zdemyslice                        |                                   |                                   |                                   |
| Vagner Alois                      | lesmistr                          | Spálené Poříčí                    |                                   |                                   |                                   |
| Váňa Josef                        | rolník                            | Lipnice                           |                                   |                                   |                                   |